# Dārlī Sar
Dārlī Sar (persiska: دارلی سر, Vānī Sar) är en ort i Iran.   Den ligger i provinsen Kermanshah, i den västra delen av landet, 500 km väster om huvudstaden Teheran. Dārlī Sar ligger 1 273 meter över havet och antalet invånare är 260.
Terrängen runt Dārlī Sar är varierad. Runt Dārlī Sar är det ganska tätbefolkat, med 72 invånare per kvadratkilometer. Närmaste större samhälle är Sharak-e Tamarkhān, 7,3 km sydost om Dārlī Sar. Omgivningarna runt Dārlī Sar är i huvudsak ett öppet busklandskap.